# Памятник силезским повстанцам
Памятник силезским повстанцам (пол. Pomnik Powstańców Śląskich) — памятник в польском Катовице, установленный в память о трёх вооруженных восстаниях населения Верхней Силезии против властей Веймарской республики, поднятых с целью выхода из состава немецкого государства и присоединения к Польской республике.  Является одним из символов города.

## История

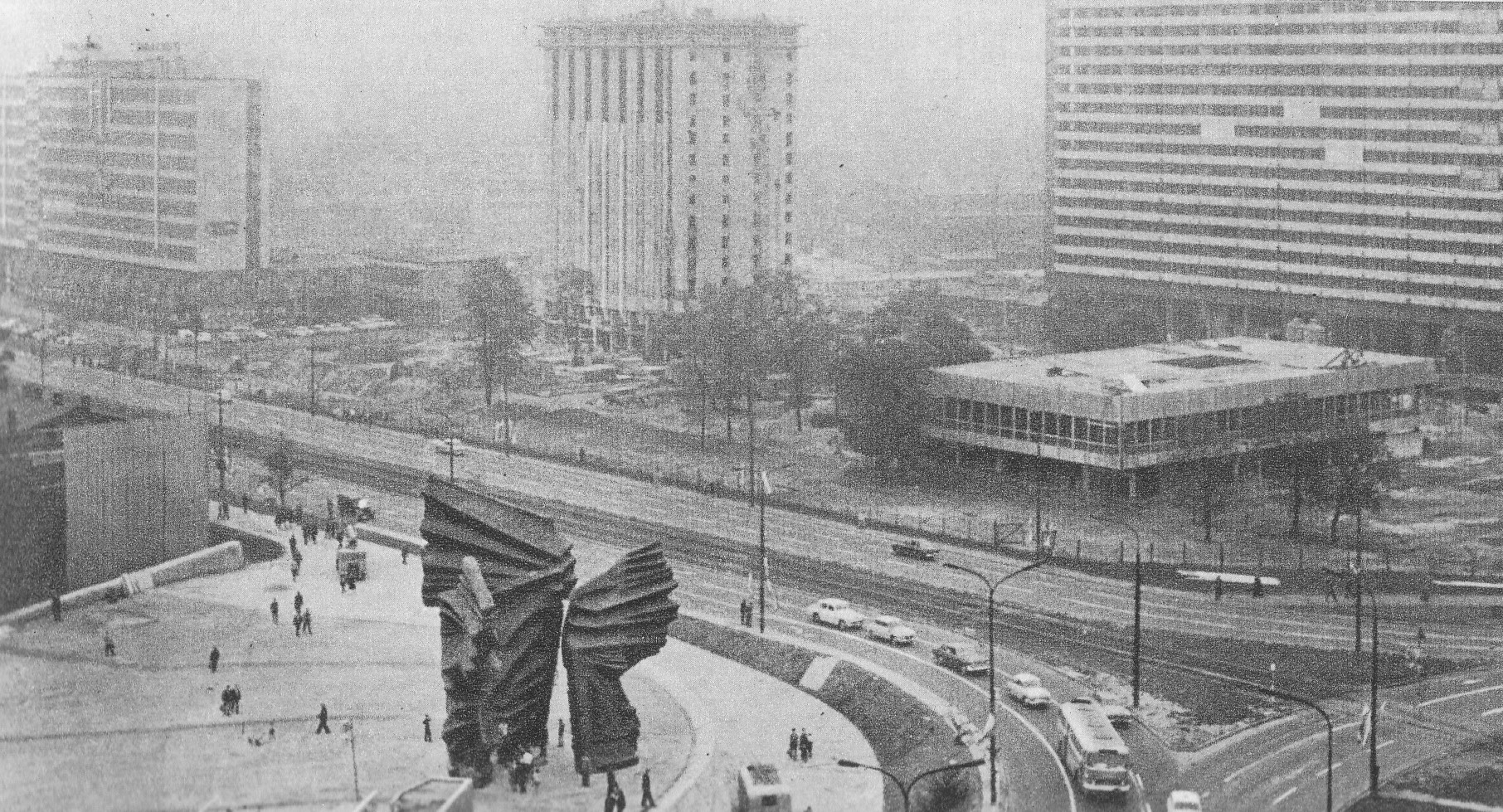
Вид на памятник в конце 60-х годов XX века

Ввиду высокой стоимости финансирование его возведения вызывало большое количество проблем. Будучи катовицким воеводой, генерал Ежи Зентек настаивал на субсидировании Варшавой этого строительства и, в конце концов, получил на него средства от Фонда социальной реконструкции столицы в качестве подарка народу Верхней Силезии.
Первый камень в фундамент памятника был заложен 3 мая 1966 года во время празднования тысячелетия Польского государства. Авторами проекта стали скульптор Густав Земла и архитектор Войцех Заблоцкий. Он был построен на месте кладбища солдат Красной Армии, чьи останки предварительно были эксгумированы и перенесены в парк Тадеуша Костюшко. 
Открытие памятника состоялось 1 сентября 1967 года.

## Описание
Памятник выполнен в виде трёх орлиных крыльев, которые символизируют три силезских восстания 1919—1921 годов. Их отлив из бронзы был выполнен на Гливицких заводах технических устройств. Масса всей конструкции составляет 60 тонн. Территория вокруг мемориала облицована гранитом.
Изначально на одном из вертикальных откосов был размещён список населённых пунктов, на которых проходили сражения в ходе восстания. Однако в 2004—2005 годах, во время расширения близлежащих дорог и реконструкции кольцевой развязки, они были украдены. В 2016 году благодаря вмешательству жителей эти названия на мемориале были восстановлены.

## Филателия
21 июля 1967 года Почтой Польши была выпущена почтовая марка с изображением памятника силезским повстанцам номиналом 60 грошей. Автором её дизайна стал художник Рышард Дудзицкий. Марка оставалась в обращении до 31 декабря 1994 года.